# Danny Nelissen
Danny Nelissen, nacido el 10 de noviembre de 1970 en Sittard, es un ciclista holandés ya retirado. En la actualidad es comentarista de Eurosport Holanda.

## Biografía
Fue profesional de 1990 a 1999, aunque se recalificó un año como amateur en 1995 durante el cual ganó el Tour de Olympia y el campeonato del mundo de esa categoría. Estos resultados le permitieron convertirse en el mejor deportista holandés de ese año. Al año siguiente volvió a correr como profesional con el equipo Rabobank.
En 1998, se unió al equipo danés Home-Jack & Jones, equipo que se llamaría más tarde Team CSC. En enero de 1999, después de unas pruebas cardíacas, los médicos le aconsejaron dejar el ciclismo, por lo que puso fin a su carrera deportiva con 28 años.
El 20 de enero de 2013, confesó  en la televisión holandesa RTL Nieuws haberse dopado durante su estancia en el conjunto Rabobank:

«No tenía resultados, tenía miedo de no poder mantener a mi mujer y a mis hijos, así que me persuadieron»

## Palmarés
| 1990 - 1 etapa del Tour de Olympia 1992 - Gran Premio de Valonia - 1 etapa de la Vuelta a Aragón - 1 etapa de la Bicicleta Vasca 1993 - 1 etapa de la Vuelta a Asturias 1995 (como amateur) - Campeón del Mundo Amateur - Tour de Olympia, más 2 etapas - 1 etapa del Tour de Valonia - 2º en el Campeonato de los Países Bajos en Ruta | 1996 - 2º en el Campeonato de los Países Bajos Contrarreloj 1998 - Schaal Sels - 1 etapa del Tour de Hesse |

## Resultados en las grandes vueltas
| Carrera         | 1990 | 1991 | 1992 | 1993  | 1994 | 1995 | 1996 | 1997 | 1998 | 1999 |
| --------------- | ---- | ---- | ---- | ----- | ---- | ---- | ---- | ---- | ---- | ---- |
| Giro de Italia  | -    | -    | -    | -     | -    | -    | -    | -    | -    | -    |
| Tour de Francia | -    | -    | -    | 130.º | -    | -    | 84.º | Ab.  | -    | -    |
| Vuelta a España | -    | -    | -    | -     | -    | -    | -    | 94.º | -    | -    |